# Білокінь Надія Аврамівна
Наді́я Авра́мівна Білокі́нь (нар. 20 вересня 1893, Петриківка — 5 лютого 1981, Радсело) — українська майстриня народно-декоративного розпису, класик петриківського живопису; членкиня Спілки радянських художників України з 1962 року. Майстриня народного мистецтва УРСР з 1936 року.

## Біографія
Народилася 8 [20] вересня 1893 в селі Петриківці (нині селище міського типу Дніпровського району Дніпропетровської області, Україна) у бідній багатодітній селянській сім'ї. Освіти ніякої не здобула. Малювати почала з 12 років, а з 14 років вже заробляла малюванням: продавала свої малюнки на базарі та розмальовувала хати на замовлення.
У 1920 році познайомилася із місцевим учителем малювання Олександром Стативою, який забезпечував художницю фарбами і аркушами для малювання, робив замовлення на малюнки. 1929 року вступила до колгоспу, робота в якому майже не лишала часу на творчість. 1935 року, разом з іншими майтсрами, була направлена до Києва для підготовки виставки народної творчості. За час перебування у столиці намалювала сотні різноманітних квітів і багато жанрових композицій, які експонувалися на Першій республіканській виставці народної творчості в Києві, а пізніше у Москві, на Декаді українського мистецтва в 1936 році. Роботи художниці мали великий успіх, за що їй було присвоєне звання Майстра народної творчості і вона була нагороджена дипломом першого ступеня та грамотою. З 1938 року брала участь у міжнародних виставках. 
Після німецько-радянської війни переїхала до села Радсела Петриківського району Дніпропетровської області, де і померла 5 лютого 1981 року.

## Творчість
Створювала традиційні для петриківського розпису орнаментні рослинні композиції, використовуючи квіткові мотиви цибульки, кучерявки тощо. Серед робіт:
- «Дівчина в садку» (1929);
- «Колодязь у садку» (1929);
- «Засватана дівчина» (1931);
- «Качки пливуть» (1931);
- «Сільська вулиця» (1931);
- «Дві молодиці» (1935);
- панно «Весілля» (1936);
- «Українські дівчата» (1936);
- «Квіти» (1936);
- «Роман та Оксана» (1961);
- «Супутник» (1961);
- «Червона зірочка» (1963);
- «Панно з Жар — птицею» (1963);
- «Весільний поїзд» (1979).

У 1961 році, для ювілейної виставки до 100-річчя від дня смерті Тараса Шевченка, виконала два панно і рушник зі зображенням поета. У 1968 році створила декоративні рушники на цигарковому папері.
Твори зберігаються в Національному музеї українського народного декоративного мистецтва, в Дніпровському художньому музеї, Одеському художньому музеї та інших музеях.